# Gillberga, Borgholms kommun

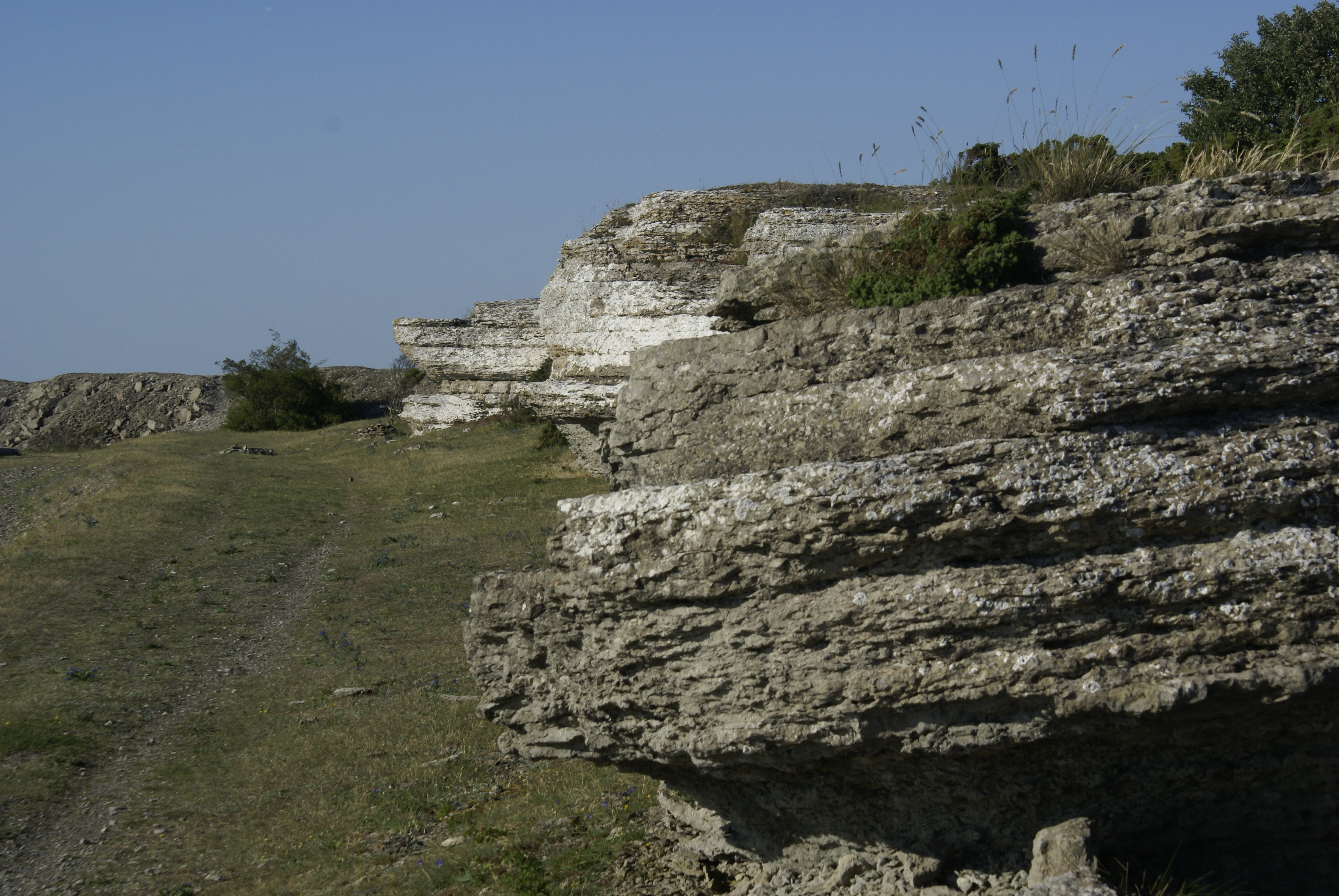
Gillberga raukar

Gillberga är en by i Persnäs socken på norra Öland, omkring trettio kilometer norr om Borgholm. Gillberga är en gammal radby. I Gillberga finns det gott om fornlämningar som visar att byn varit aktiv sedan järnåldern. Gillberga ligger vid den öländska Stenkusten.
Strax söder om Gillberga ligger ett stort stenbrott för ölandskalksten i Jordhem. Vid kusten sydväst om byn finns Gillberga raukar.

## Bildgalleri

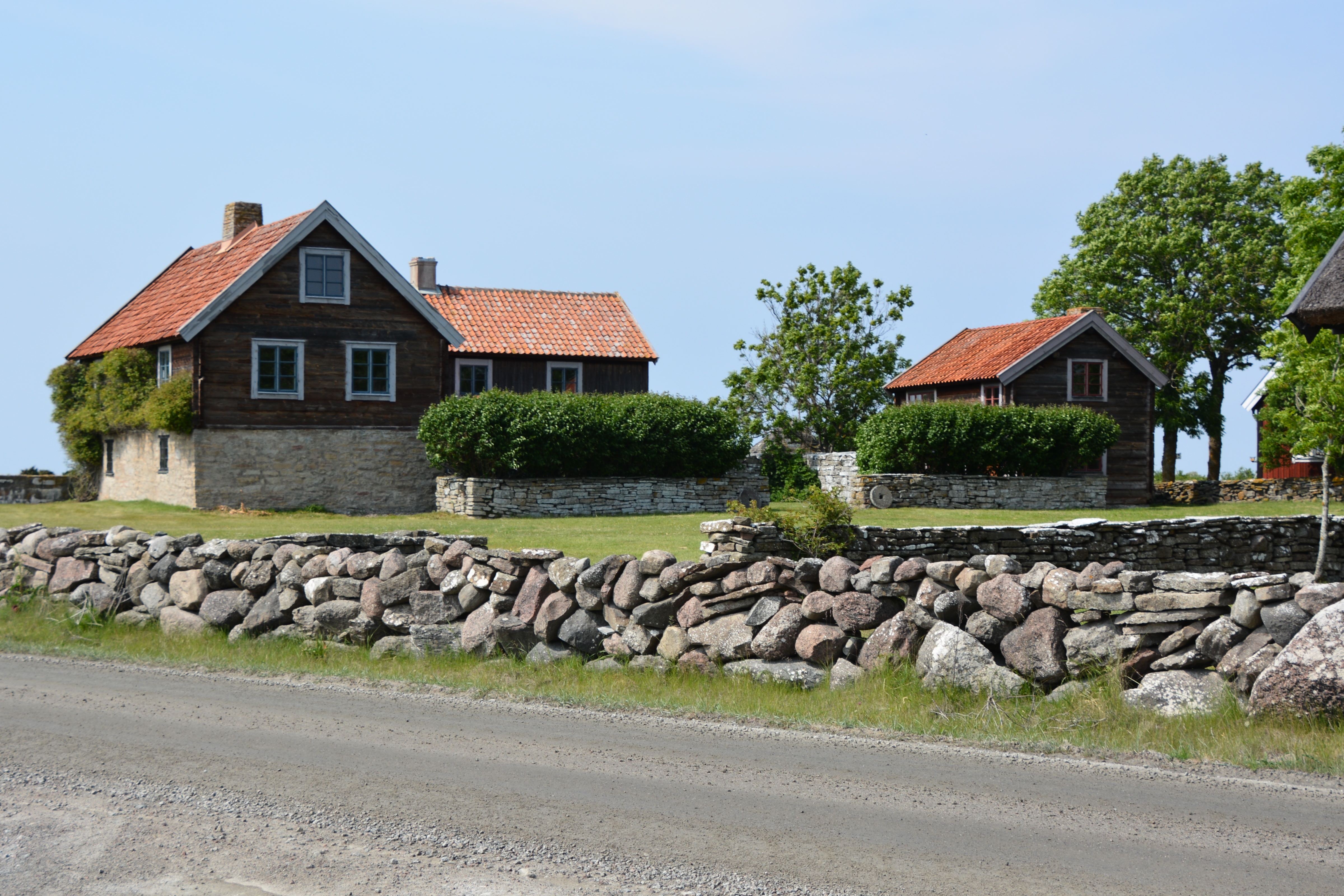
Sture Lundgrens hus i Gillberga